# Феррандис, Педро
Педро Феррандис Гонсалес (исп. Pedro Ferrándiz González; 20 ноября 1928, Аликанте — 7 июля 2022) — испанский баскетбольный тренер и администратор. С клубом «Реал» (Мадрид) 12-кратный чемпион Испании, 11-кратный обладатель Кубка Испании, 4-кратный обладатель Кубка европейских чемпионов, тренер года в Испании (1975). Сооснователь Всемирной ассоциации баскетбольных тренеров (1976). В 1996 году награждён серебряным Олимпийским орденом, в 2000 году — орденом «За заслуги» ФИБА и в 2002 году — Большим крестом ордена Гражданских заслуг. Член Зала славы баскетбола (с 2007) и Зала славы ФИБА (с 2009), включён в список 50 человек, внёсших наибольший вклад в развитие Евролиги (2008).

## Биография
Педро Феррандис начинал свою баскетбольную карьеру как игрок в своём родном Аликанте. В 1951 году, переехав в Мадрид, он стал первым преподавателем баскетбола в Национальном институте физической культуры (ныне факультет физкультуры и спорта Мадридского политехнического университета). Позднее, познакомившись с президентом клуба «Реал» (Мадрид) Раймундо Сапортой, Феррандис стал тренером молодёжных команд клуба (с 1955 по 1957 год), а затем провёл два сезона в качестве тренера дочернего клуба «Реала» — «Эсперии».
В сезоне 1959/1960 Феррандис был назначен главным тренером «Реала» и за три сезона с командой завоевал три титула чемпионов Испании и столько же Кубков Испании. В последний сезон в качестве главного тренера Феррандис вывел «Реал» в финал Кубка европейских чемпионов после курьёзной игры с «Иньисом» (Варезе) на более раннем этапе. Играя первый матч полуфинала на чужой площадке, испанцы сводили его вничью, что означало дополнительное время. Феррандис, оставшийся к этому моменту без лучших игроков, удалённых с поля за нарушения, и опасавшийся разгрома в овертайме, дал команду своему игроку Лоренцо Алосену забросить мяч в собственное кольцо. Игра закончилась со счётом 82-80 в пользу итальянской команды. «Реал» был оштрафован на тысячу марок, а ФИБА инициировала изменения в своём уставе, запрещающие броски по собственному кольцу. Однако «Реал» легко выиграл ответный матч на своей площадке с разницей более чем в 20 очков и вышел в финал, где уступил тбилисскому «Динамо»; сам же Феррандис никогда не сожалел о проделанном трюке и впоследствии рассказывал, что такой шаг для подобных случаев спланировал задолго до матча в Варезе.
В 1964 и 1965 годах Феррандис занимал пост тренера национальной сборной Испании. В этом качестве он участвовал со сборной в чемпионате Европы в СССР и занял лишь 11-е место после разгромного поражения от команды Югославии со счётом 65-113. Одновременно Феррандис продолжал сотрудничать с «Реалом», в частности выписав из США двух центровых Клиффорда Луйка и Боба Берджесса, и в Кубке чемпионов 1964/1965 привёл испанскую команду к победе после финала против московского ЦСКА. В 1967 и 1968 годах «Реал» с Феррандисом завоевал ещё два Кубка чемпионов, продолжая регулярно выигрывать чемпионат Испании. Четвёртый Кубок чемпионов «Реал» завоевал в 1974 году, когда в команде играл ведущую роль очередной найденный Феррандисом американский легионер — Уолтер Щербяк. В 1975 году Феррандис стал первым, кто был удостоен звания тренера года в Испании, присваиваемого Испанской ассоциацией баскетбольных тренеров.
Трижды за время работы Феррандиса в «Реале» его подопечные становились чемпионами Испании не потерпев ни одного поражения за сезон. Он привил «Реалу» стиль игры, надолго сделавший команду лидером испанского и европейского баскетбола, построенный на подборах под собственным кольцом и быстрых прорывах. Феррандис был принципиальным противником зонной защиты, и его команда никогда её не применяла, вместо этого используя индивидуальные связки между игроками, помогавшими друг другу. Он всегда верил в роль звёзд в команде, особенно выделяя испанского игрока Эмилиано Родригеса. Югославский тренер и спортивный администратор Борислав Станкович (член Зала славы баскетбола с 1991 года) отмечал, что он был выдающимся тактиком, понимавшим игру на интуитивном уровне и умевшим всегда создать в команде правильную атмосферу. По словам Станковича, Феррандис не просто тренировал команду, но и выполнял функции генерального менеджера ещё до того, как это понятие появилось в европейском баскетболе.
В 1976 году Феррандис вместе с ещё одним успешным европейским тренером Чезаре Рубини основал Международную ассоциацию баскетбольных тренеров, став её первым президентом. С 1991 года в Алькобендасе (Испания) действует Фонд Педро Феррандиса. В задачи фонда входят изучение и популяризация спортивной культуры, он располагает самой большой в мире библиотекой баскетбольной литературы и собственным музеем; позже музей фонда был переведён в штаб-квартиру ФИБА в Женеве. Феррандис, после ухода на пенсию вернувшийся в Аликанте, также пожертвовал тысячу томов из собственной коллекции городской библиотеке.
Умер 7 июля 2022 года.

## Признание заслуг
В 1996 (по другим источникам, в 1998) году Педро Феррандис был награждён серебряным Олимпийским орденом. Он остаётся единственным баскетбольным тренером, удостоенным этой награды. В 2000 году Феррандис был награждён орденом ФИБА «За заслуги», а в 2002 году стал кавалером Большого креста испанского ордена Гражданских заслуг. Он также награждён серебряной и золотой медалями Королевского ордена спортивных заслуг.
Журнал Gigantes del Basket признал Феррандиса лучшим испанским тренером XX века. В 2001 году он стал первым лауреатом премии имени Раймундо Сапорты, присуждаемой Испанской ассоциацией баскетбольных тренеров. В 2007 году Феррандис был включен в Зал славы баскетбола (Спрингфилд, Массачусетс), а в 2009 года — в Зал славы ФИБА. В 2008 году Феррандис стал одним из тренеров, включённых в список 50 человек, внёсших наибольший вклад в развитие Евролиги. На родине Феррандиса, в Аликанте, в его честь названы спортивный центр и библиотека местного университета.